# Cerkniško jezero
Der Cerkniško jezero (deutsch Zirknitzer See), der größte See Sloweniens, liegt im Südwesten des Landes südlich der Gemeinde Cerknica. 
Der See ist ein periodisches Gewässer, das bei geflutetem Becken eine Fläche von 26 km² bis 38 km² aufweist. Mit einer Länge von 10,5 km und einer Breite von 4,7 km ist er der größte See in Slowenien. Die maximale Tiefe beträgt 10 m. Sein Name leitet sich von der nahegelegenen Ortschaft Cerknica (dt. Zirknitz) ab.
Bei Trockenheit besteht die Ebene des Polje aus einer landwirtschaftlich genutzten Grasfläche. Infolge von Niederschlägen, besonders im Herbst beginnend und im Frühjahr, tritt aus unzähligen Schlucklöchern des verkarsteten Untergrunds Wasser an die Oberfläche und flutet dabei die Landschaft. Traditionell hatte sich wegen dieser Naturerscheinung eine Kulturlandschaft mit Getreideanbau und Heuwirtschaft einerseits sowie intensivem Fischfang in jährlicher Wechselfolge andererseits herausgebildet. Diese Rhythmen lassen sich nicht exakt vorhersagen, sind jedoch an ihre jeweiligen Jahreszeiten gebunden. Die Ausbreitung der Wasserfläche kann in sehr kurzer Zeit erfolgen. Für den Fischfang ist der Spätherbst die ertragreichste Saison. Mitunter können Fische nach Ablauf des Wassers von der Landoberfläche eingesammelt werden, als wenn sie Feldfrüchte wären. An den Schlucklöchern ist der Fischfang mit Netzen möglich.

## Geschichte

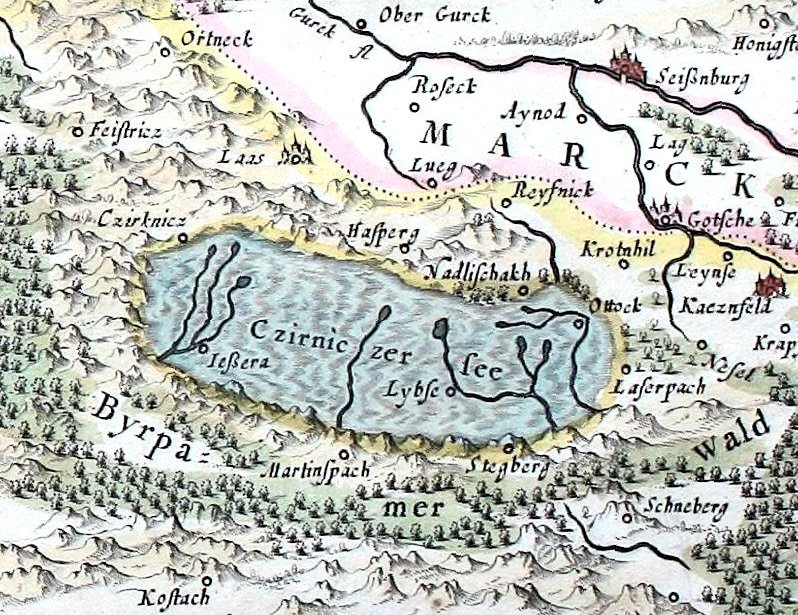
Cerkniško jezero im Atlas Maior (1659)

Valvasor veranlasste die Beobachtung des Zirknitzer Sees im 17. Jahrhundert zu hydrologischen Grundlagenarbeiten, die in der damaligen Wissenschaftergemeinde so großes Aufsehen erregten, dass maßgeblich wegen dieser Beobachtungen Valvasor auf Edmond Halleys Empfehlung in die Royal Society aufgenommen wurde.
1756 veröffentlichte Immanuel Kant seine Schrift Geschichte und Naturbeschreibung des Erdbebens, welches an dem Ende des 1755sten Jahres einen großen Theil der Erde erschüttert hat. Darin beschreibt er unter anderem auch das Phänomen periodischer Seen am Beispiel des Cerkniško jezero: „Der Zirknitzer See im Herzogthum Krain ist ein merkwürdiges Beispiel hiervon. Er hat in seinem Boden einige Löcher, durch welche er aber nicht eher abfließt als um Jacobi, da er sich denn mit allen Fischen plötzlich verläuft und, nachdem er 3 Monate lang seinen Boden als einen guten Weide- und Ackerplatz trocken gelassen, gegen den Novembermonat sich plötzlich wieder einfindet.“

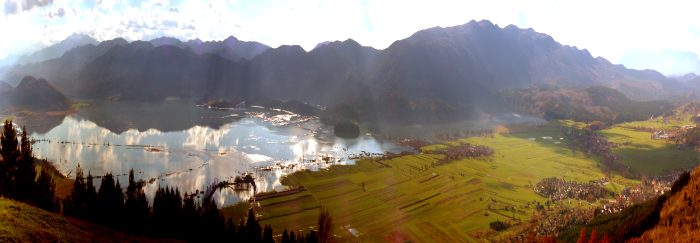
Der See – Ende Winter mit hohem Wasserstand
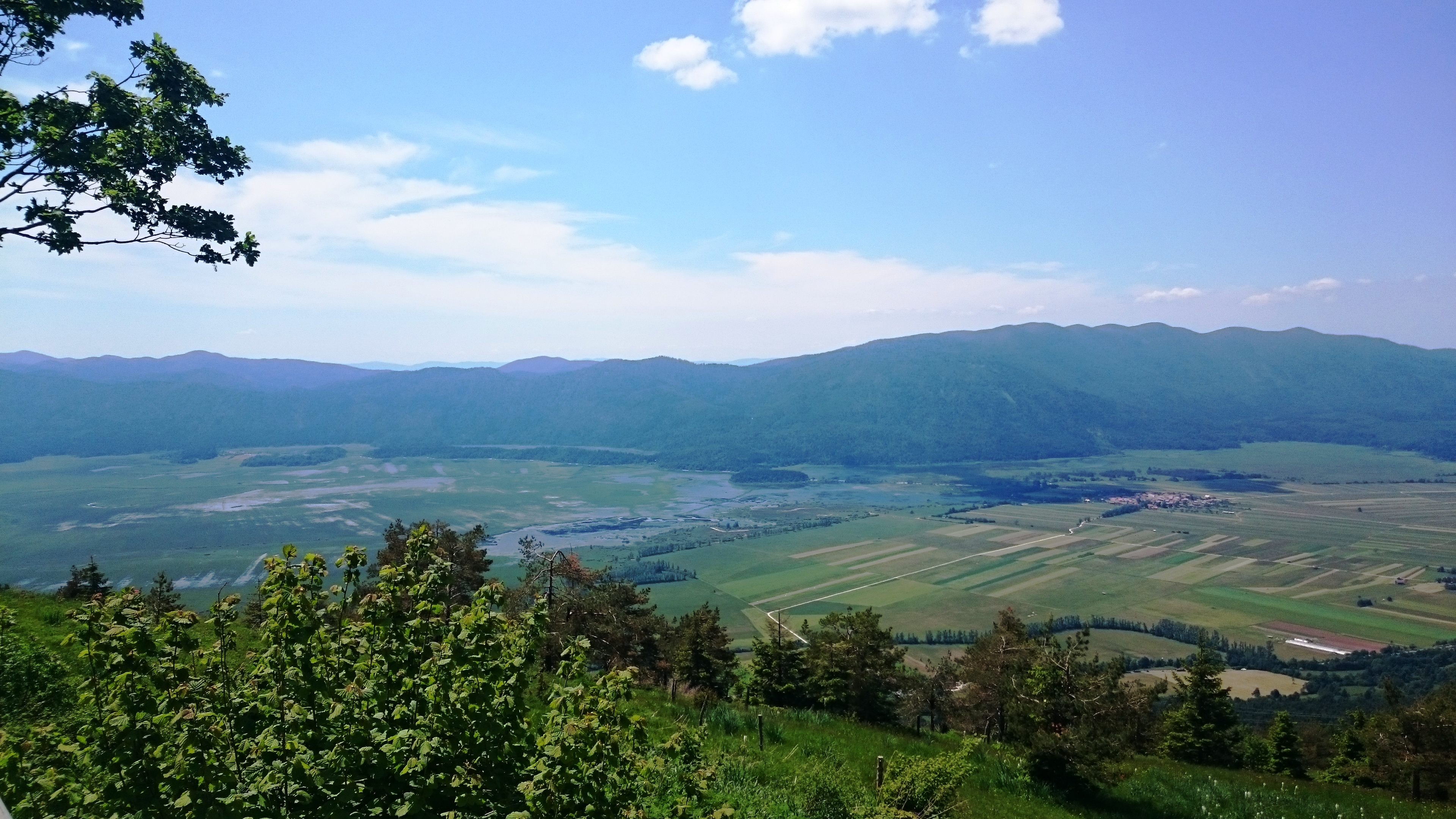
Teilgefüllt mit Feuchtwiesen im Frühling
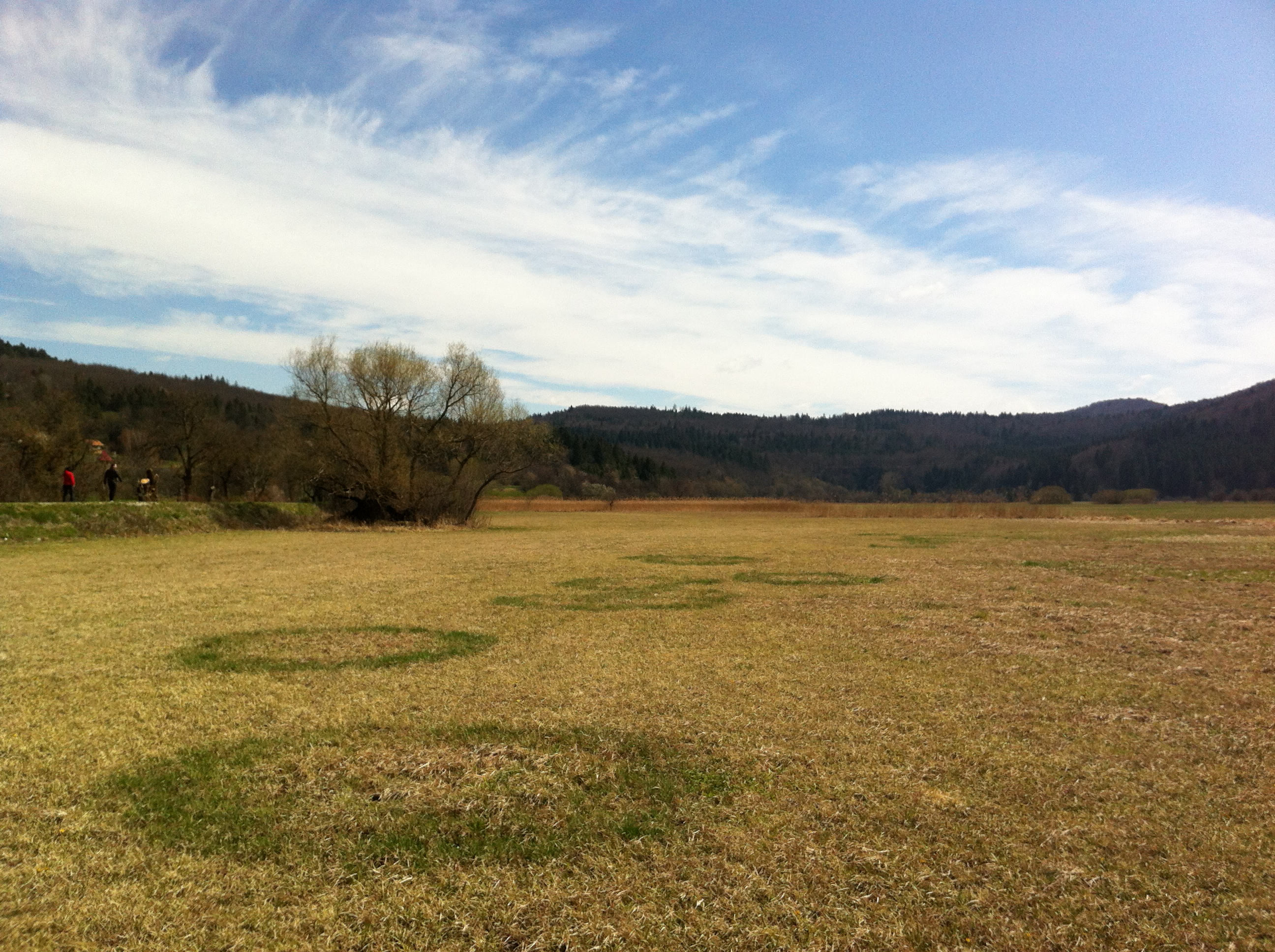
Beispiel des trockengefallenen Sees, noch mit Wiesen
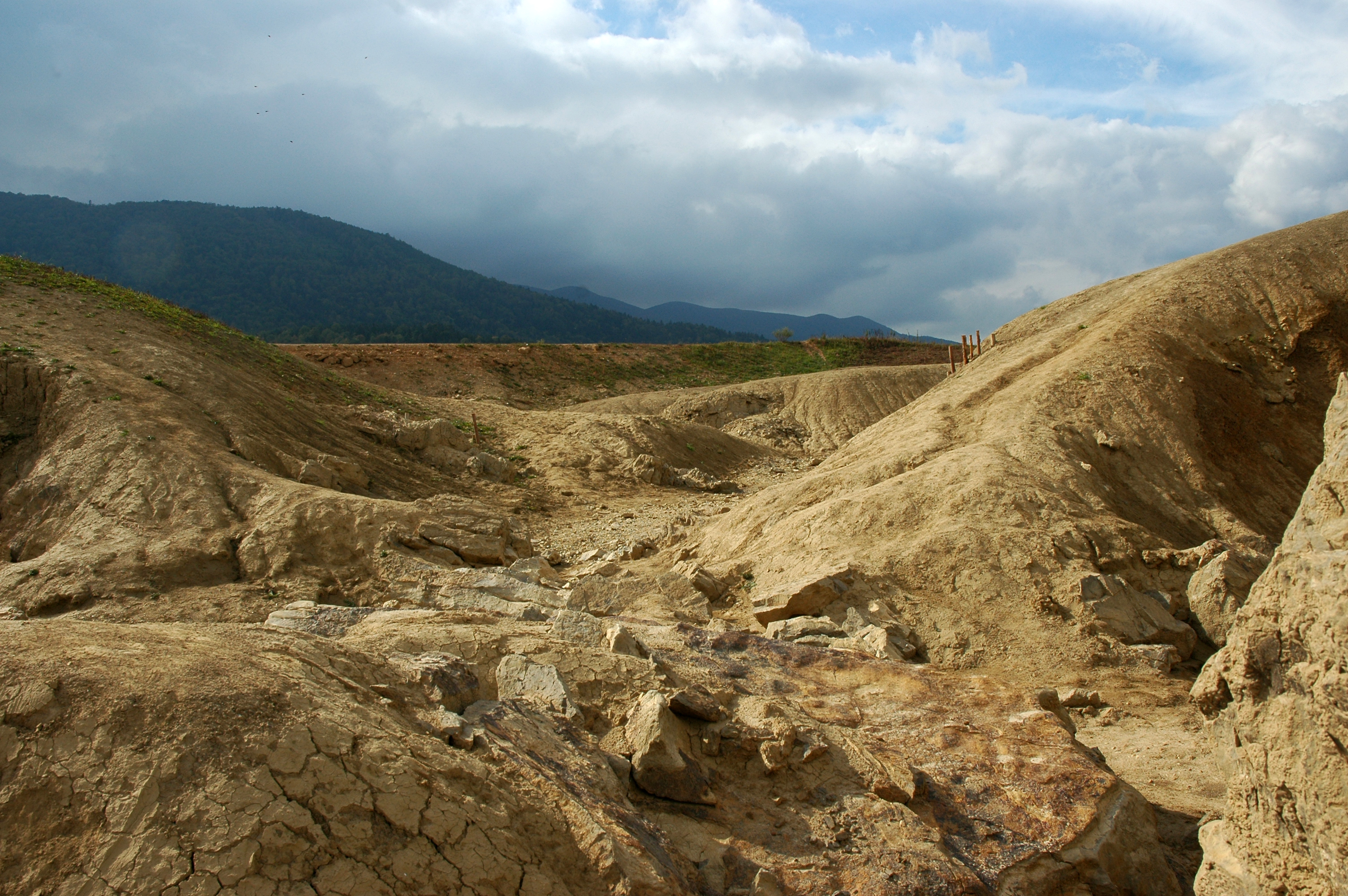
Große Teile komplett ausgetrocknet im Herbst